# ダニエル・ハーディング
ダニエル・ハーディング（英語: Daniel Harding, CBE、1975年8月31日 – ）は、イギリス・オックスフォード出身の指揮者、航空パイロット。

## 人物・来歴
音楽高校在学中の1993年から1994年にかけてサイモン・ラトルのアシスタントを務め、1994年にバーミンガム市交響楽団を指揮してデビューする。このデビュー演奏会がロイヤル・フィルハーモニック協会の「ベスト・デビュー賞」を受賞、クラウディオ・アバドに認められ、1996年のベルリン芸術週間においてベルリン・フィルハーモニー管弦楽団を指揮する。同年には、最年少指揮者としてBBCプロムスにもデビューした。
初来日は、1999年のエクサン・プロヴァンス音楽祭の引っ越し公演であった。
2002年、シュヴァリエ勲章を受賞した。
2003年にザルツブルク音楽祭にデビューし、2004年にはマーラーの交響曲第10番を指揮してウィーン・フィルハーモニー管弦楽団と初共演した。
ベートーヴェンの序曲集、ブラームスの交響曲第3番・第4番、モーツァルトのオペラ『ドン・ジョヴァンニ』など、録音も多い。
2008年から、ドイツ・グラモフォンと専属契約を結び、録音第1弾としてウィーン・フィルを指揮してマーラーの交響曲第10番のCDを出した。
2010年、新日本フィルハーモニー交響楽団のミュージック・パートナーに就任。
2012年2月22日、軽井沢大賀ホール初代芸術監督の就任が決まる。着任は、2012年4月1日から。
2016年から2019年まで、パーヴォ・ヤルヴィの後任としてパリ管弦楽団音楽監督に就任。
2018年10月、2007年から務めているスウェーデン放送交響楽団の首席指揮者の契約を2023年まで延長し、また新たに芸術監督に就任することが発表された。2021年には、さらに2025年まで契約が延長されたことが発表された。
2019年8月26日、指揮者としての仕事は1年間休止し、パイロットとしてエールフランスに就職することを発表した。
2024年からサンタ・チェチーリア国立アカデミー管弦楽団の音楽監督に就任した。